# Артур Геворкян
Артур Самвел Геворкян (вірм. Արթուր Սամվելի Գևորգյան; 1 квітня 1975) — вірменський професійний боксер, призер чемпіонату Європи серед аматорів.

## Аматорська кар'єра
На Олімпійських іграх 1996 в категорії до 57 кг переміг Елвіса Конамегі (Камерун) і програв Флойду Мейвезеру (США).
На чемпіонаті світу 1997 переміг двох суперників, а у чвертьфіналі програв Саян Санчат (Росія).
На чемпіонаті Європи 1998 завоював бронзову медаль в категорії до 60 кг.
- В 1/8 фіналу переміг Мацея Зеган (Польща) — 3-2
- У чвертьфіналі переміг Юджина МакІніні (Ірландія) — 6-3
- У півфіналі програв Кобі Ґоґоладзе (Грузія) — 4-5

На чемпіонаті світу 1999 програв у другому бою Георге Лунгу (Румунія).
На Олімпійських іграх 2000 програв у першому бою Нуржану Карімжанову (Казахстан).

## Професіональна кар'єра
2001 року розпочав нетривалу професіональну кар'єру. Впродовж двох років провів 8 боїв, у яких зазнав 2 поразки.